# بتی اسمیت

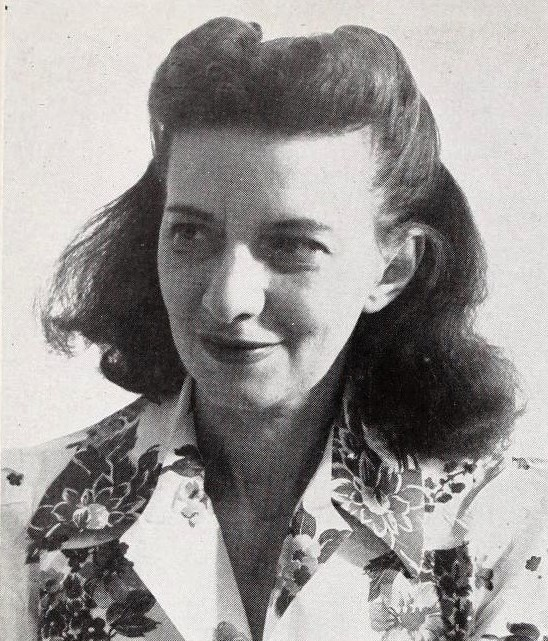
بتی اسمیت حدود ۱۹۴۳

بتی اسمیت (انگلیسی: Betty Smith؛ زاده الیزابت لیلیان ونر؛ ۱۵ دسامبر ۱۸۹۶ – ۱۷ ژانویهٔ ۱۹۷۲) نویسنده اهل ایالات متحده آمریکا بود.
از فیلم‌ها یا برنامه‌های تلویزیونی که وی در آن نقش داشته‌است می‌توان به روستا و جستجو اشاره کرد.